# Nygrunden
Nygrunden är en ö i Finland. Den ligger i Norra kvarken och i kommunen Malax i den ekonomiska regionen  Vasa i landskapet Österbotten, i den västra delen av landet. Ön ligger omkring 23 kilometer sydväst om Vasa och omkring 360 kilometer nordväst om Helsingfors.
Öns area är 7,4 hektar och dess största längd är 0,5 kilometer i nord-sydlig riktning. I omgivningarna runt Nygrunden växer i huvudsak blandskog.